# Scarpinocc
Gli scarpinocc sono un tipico piatto del paese di Parre in provincia di Bergamo. È una sorta di casoncello dal ripieno "magro" in cui non vi è carne ma esclusivamente formaggio, uova, burro, pan grattato e spezie. Il nome scarpinocc deriva dalla somiglianza della forma del casoncello con le tradizionali calzature indossate nei tempi antichi dagli abitanti del paese di Parre, confezionate dalle donne cuocendo pezza su pezza di panno.

## La ricetta
Gli scarpinocc vengono preparati lavorando farina bianca e acqua tiepida e rosso d'uovo; l'impasto morbido, viene steso con il mattarello e tagliato a dischetti con l'aiuto di un bicchiere. Il ripieno è magro, che non vuole nessun tipo di carne, ma pane grattugiato, formaggio grattugiato, uova e burro. I dischetti con il ripieno farciti vengono sigillati ai bordi e con l'indice si lascia l'impronta al centro, vengono cotti in abbondante acqua salata. Anticamente venivano poi versati in un cadì, un catino di rame, ora in terracotta o ceramica, conditi con abbondante formaggio e burro cotto con foglie d'erba salvia.
Dal 1955 si tiene annualmente a Parre la sagra degli Scarpinocc il terzo weekend di agosto, organizzata dalla Pro Loco Parre, durante la quale è possibile provare il tradizionale piatto.